# Terumah
Terumah (in ebraico תְּרוּמָה ‎?) o offerta elevata, è un tipo di offerta nel culto ebraico. La parola viene di solito usata nel senso positivo di offerta a Dio, sebbene possa anche essere usata in un senso negativo, come nel caso di un "giudice disonesto che ama i donativi"
Nella letteratura rabbinica viene elencato come uno dei ventiquattro doni sacerdotali. La consumazione della terumah è limitata da numerose regole della Tōrāh e poteva esser mangiata dai sacerdoti, le loro famiglie e i loro domestici. La terumah può esser consumata solo in stato di purezza rituale.
Tale offerta è anche chiamata la "grande offerta (ebraico: terumah gedolah תרומה גדולה) composta di solito da cibo dato al sacerdote ebraico, come dono.